# Tihamér
Tihamér est un prénom hongrois masculin.

## Étymologie
Ancien nom de personne hongrois, ayant pour origine le nom slave Tihomir dont les éléments signifient « silence » et « paix », et popularisé en tant que prénom hongrois par les écrivains Mihály Vörösmarty (1800-1855) et Károly Kisfaludy (1788-1830).

## Fête
Les "Tihamér" sont fêtés le 1er Juillet, mais parfois aussi les 20, 26 ou 29 avril, les 9 ou 12 novembre, ou encore le 16 décembre.